# Achalcus thalhammeri
Achalcus thalhammeri är en tvåvingeart som beskrevs av Robert W. Lichtwardt 1913. Achalcus thalhammeri ingår i släktet Achalcus och familjen styltflugor. Arten är reproducerande i Sverige. Inga underarter finns listade i Catalogue of Life.